# Soulless Computer Boy and the Eternal Render
Soulless Computer Boy and the Eternal Render (en español: Chico de computadora sin alma y el eterno render) es el tercer álbum de estudio del intérprete anónimo Trevor Something. Fue publicado el 4 de agosto de 2016 bajo su sello independiente In Your Brain LLC. A diferencia de sus materiales previos, el álbum se divide en dos partes, una enfocada en interpretaciones vocales mientras la otra parte son instrumentales ambient.

## Contenido
El material del álbum es incluido del subgénero synthwave, pero a diferencia de otras producciones más efusivas y bombásticas, Soulless ha sido mencionado como "atmosférico" y con una "energía contenida". Dentro de la reseña de NewRetroWave, la sección instrumental es destacada por los momentos de crescendo, «Cloud of Thoughts» y «Beyond the Infinite» siendo comparados con el estilo ambiental de Brian Eno.
Otras canciones, como el sencillo «Girlfriend», describen una combinación de sonidos análogos combinado con un ritmo post-disco, acentuado por los bajos y pads pesados.

## Lista de canciones
- Todas las canciones escritas, producidas y mezcladas por Trevor Something.

| N.º   | Título                 | Duración |  |
| 1.    | «Procreation»          | 3:18     |  |
| 2.    | «Girlfriend»           | 3:25     |  |
| 3.    | «Do It Again»          | 3:27     |  |
| 4.    | «The Real You»         | 4:04     |  |
| 5.    | «Lost and Found»       | 4:32     |  |
| 6.    | «Pure»                 | 5:05     |  |
| 7.    | «Digital Clense»       | 3:38     |  |
| 8.    | «Cloud of Thoughts»    | 3:58     |  |
| 9.    | «I Came Back For You»  | 5:32     |  |
| 10.   | «Waiting for the Cold» | 2:26     |  |
| 11.   | «Beyond the Infinite»  | 9:16     |  |
| 48:41 |                        |          |  |